# Daniela Krukower
Daniela Yael Krukower (geboren am 6. Januar 1975 in Buenos Aires, Argentinien) ist eine ehemalige argentinische Judoka. Sie war 2003 Weltmeisterin im Halbmittelgewicht, der Gewichtsklasse bis 63 kg.

## Sportliche Karriere
Die 1,75 m große Daniela Krukower war 1997 Dritte bei der Makkabiade. 1999 verlor sie im Finale der Panamerikanischen Meisterschaften gegen die Kanadierin Sophie Roberge. Bei den Olympischen Spielen 2000 in Sydney besiegte sie in der ersten Runde Mariama Sonah Bah aus Guinea. Nach Niederlagen gegen die Britin Kate Howey im Achtelfinale und die Niederländerin Edith Bosch in der Hoffnungsrunde belegte Krukower den neunten Platz.
Bei den Südamerikaspielen 2002 unterlag Krukower im Finale der Brasilianerin Cristiane Parmigiano. Zwei Monate später unterlag sie der Brasilianerin Érica Moraes im Finale der Südamerikameisterschaften im Halbmittelgewicht. Krukower trat auch in der offenen Klasse an und gewann hier eine Bronzemedaille. Einen weiteren Monat später gewann sie Bronze  bei den Panamerikanischen Meisterschaften. Im Juni 2003 siegte sie bei den Panamerikanischen Meisterschaften, im Finale besiegte sie Grace Ividen aus den Vereinigten Staaten. Im August 2003 unterlag Krukower im Halbfinale der Panamerikanischen Spiele in Santo Domingo der Kubanerin Driulis González, durch einen Sieg über die Mexikanerin Miriam Ruíz sicherte sich Krukower eine Bronzemedaille. Im September 2003 bei den Weltmeisterschaften in Osaka bezwang Krukower in der ersten Runde die Slowenin Urška Žolnir, im Achtelfinale folgte die Französin Lucie Décosse und im Viertelfinale die Tschechin Danuse Zdeňková. Nach ihrem Halbfinalsieg über die Italienerin Ylenia Scapin stand Krukower im Finale der Kubanerin Driulis González gegenüber, diesmal gewann Krukower und war damit die erste argentinische Judo-Weltmeisterin. Bei den Olympischen Spielen 2004 in Athen bezwang Krukower im Viertelfinale Lucie Décosse. Im Halbfinale unterlag sie der Japanerin Ayumi Tanimoto und im Kampf um Bronze unterlag sie Driulis González.
2005 und 2006 gewann Krukower jeweils Bronze bei den Panamerikanischen Meisterschaften, 2007 erreichte sie das Finale und erhielt nach ihrer Niederlage gegen Driulis González die Silbermedaille. Bei den Panamerikanischen Spielen in Rio de Janeiro unterlag sie im Halbfinale der Brasilianerin Danielli Barbosa, mit einem Sieg über Marti Malloy aus den Vereinigten Staaten sicherte sich Krukower eine Bronzemedaille. Ebenfalls Bronze gewann sie bei den Panamerikanischen Meisterschaften 2008. Bei den Olympischen Spielen 2008 in Peking bezwang sie die Australierin Catherine Arlove in der ersten Runde und unterlag dann der Nordkoreanerin Won Ok-im. In der Hoffnungsrunde schied Krukower gegen die Niederländerin Elisabeth Willeboordse aus und belegte den neunten Platz. 2009 siegte Daniela Krukower zum Abschluss ihrer Karriere bei den Panamerikanischen Meisterschaften in Buenos Aires.